# Municipio de Ezequiel Montes
El municipio de Ezequiel Montes es uno de los 18 municipios del estado mexicano de Querétaro. Ubicado al centro del estado y con poco más de 45,000 habitantes, tiene en su territorio la Peña de Bernal, símbolo del estado de Querétaro.

## Historia

### Sumario
1642 Fundación de Bernal.
1645 Fundación de Villa Progreso. Originalmente llamado Bothë por los otomíes, luego Tetillas y San Miguel de las Tetillas por los españoles.
1743 Habitantes de San Miguel compran tierras al Marqués de la Villa del Villar del Águila.
1861 Fundación de Corral Blanco, ahora Ezequiel Montes.
1880 Inicio de la construcción de la primera iglesia.
1920 Cambio del nombre de Corral Blanco a Villa de Ezequiel Montes.
1925 Instalación de una planta de luz y un molino de nixtamal.
1936 Se inició la urbanización de calles y se efectuó el reparto agrario.
1941 Se declaró municipio libre a Ezequiel Montes, hasta entonces parte del municipio de Cadereyta.
1942 Inauguración del primer palacio municipal.
1947 Introducción de agua potable.
1957 Introducción de energía eléctrica.
1967 Se construyó e inauguró la primera escuela secundaria.
1970 Se inaugura el nuevo palacio municipal.
1973 Inicia actividades la nueva preparatoria.
1992 Se inaugura el Colegio Constituyentes.
2004 Se inaugura el Colegio Alcázar.
La ciudad de Ezequiel Montes, homónima del municipio, fue fundada en 1861 por don Julián Velázquez Feregrino al comprar el rancho de Corral Blanco, conocido anteriormente como San Nicolasito, a la Cofradía de San Nicolás Tolentino de la parroquia de la entonces Villa de Cadereyta.
Al tiempo de haber adquirido esta propiedad, sólo Julián Velázquez y sus hijos habitaban el sitio. En septiembre de 1861 celebraron una fiesta y al anochecer los invitados fueron asaltados por vándalos de la región. Este hecho ocasionó que invitara a esas familias a vivir ahí, ofreciéndoles terrenos. Así llegaron las primeras siete familias a colonizar el lugar. En los primeros años de fundación resaltaban las actividades de la arriería, la agricultura, el comercio, y la ganadería. Al poco tiempo Corral Blanco se convertiría en un centro importante de compraventa por ser este lugar paso obligado hacia la parte norte del estado. Años después cambiaría su nombre y luego sería municipio.

### Toponimia
Corral Blanco adquiere su nombre por el tipo de piedras de tepetate blanco o calizas que formaban las bardas de los corrales. Estas tierras cambiaron su nombre en honor del célebre Ezequiel Montes Ledesma, nacido en Cadereyta, Querétaro, el 26 de noviembre de 1820, quien fuera un importante personaje para el país: abogado, catedrático, diputado local, diputado federal, Secretario de Estado, Secretario de Relaciones Exteriores, Ministro Plenipotenciario de México ante la Santa Sede, entre otros cargos que le permitieron servir a México. En sus discursos nunca reconoció al imperio, siempre defendió a Benito Juárez y colaboró con él en la preparación de las Leyes de Reforma. Falleció el 6 de enero de 1883.

## Geografía

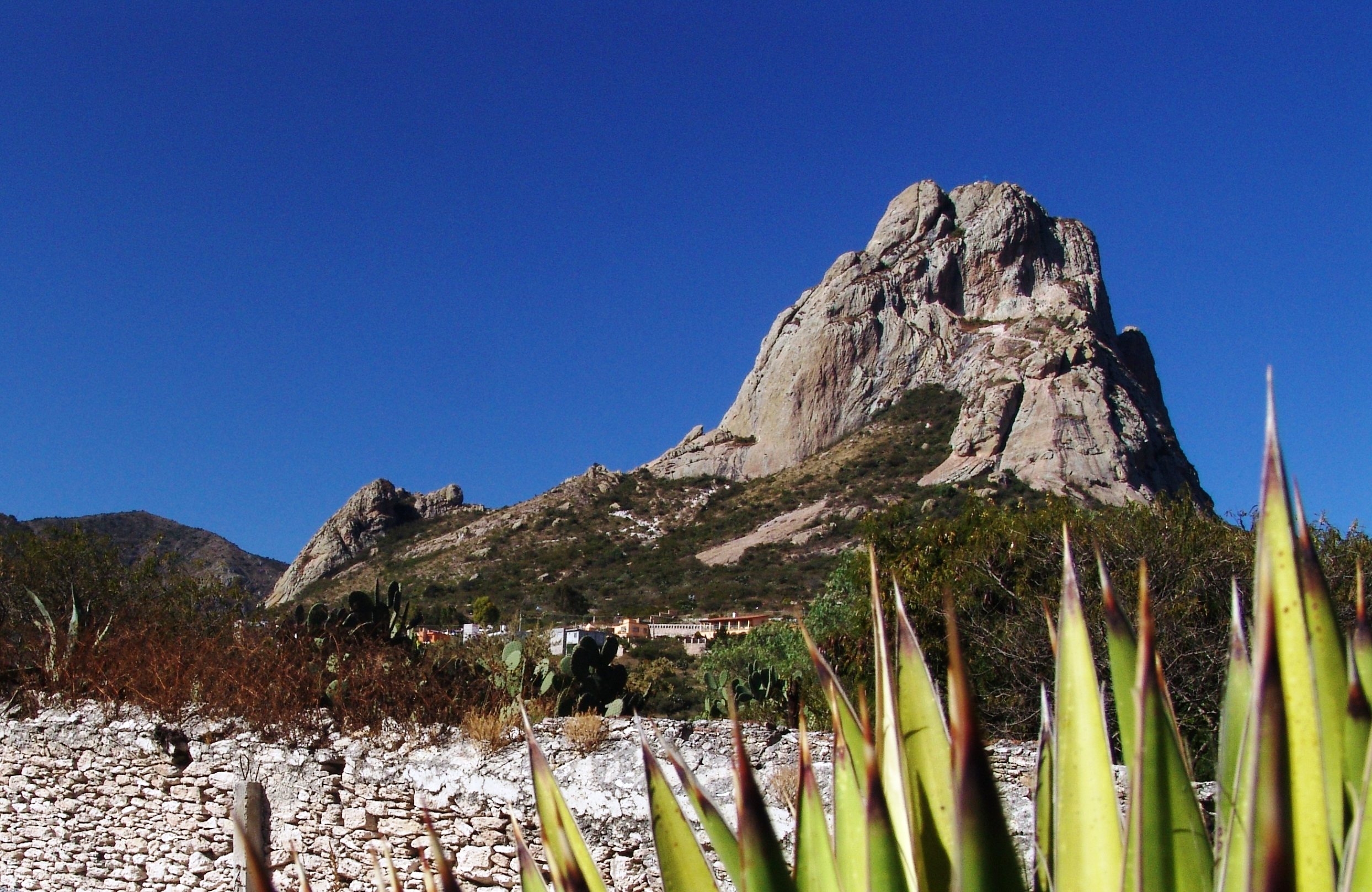
La Peña vista desde el Antiguo Camino Real al Mágico Pueblo de Bernal.Fotos de la Enigmatica Peña y del Mágico Pueblo de Bernal.

### Ubicación y límites
El municipio de Ezequiel Montes está ubicado al centro del estado de Querétaro, en la latitud Norte 20°31’ a 20°43’ y en la longitud Oeste 99°44’ a 99°59’. Su superficie es de 298.27 km², que son el 2,4% de la superficie total del estado, ocupando en extensión el penúltimo lugar entre los 18 municipios.
Limita al norte con Tolimán (12.7 km); al este y noreste colinda con Cadereyta (51.8 km); al sudeste con el Estado de Hidalgo (9.5 km); al sudoeste con Tequisquiapan (40.6 km); y al oeste con Colón (31.7 km), haciendo un total de 146.5 km de perímetro.
Tiene una altitud media entre los 1800 y 2000 m s. n. m. Tiene zonas semiplanas en un 75% de la superficie, en tanto que el 25% corresponde a zonas accidentadas al sur.

### Relieve
El municipio se caracteriza por ser un terreno irregular, cercano a él está conformado por Sierra Gorda, Sierra Madre Oriental, Sierra de Huimilpan . Está compuesto de valles y llanuras  que se encuentran por arriba de 1.900 m s. n. m. y son espacios ocupados por la agricultura y la ganadería que son uno de los pilares más fuertes de este municipio, al igual que también existen lomeríos o elevaciones independientes  con altitudes de hasta 2600 m de altitud oceánica.

### Hidrografía
El municipio de Ezequiel Montes se encuentra sobre la cuenca del río San Juan y en los límites del estado de Hidalgo. Los arroyos importantes son Cantarranas y Las Ranas-Organal que desembocan en el río San Juan y el arroyo Barajas que se une con el arroyo Rancho Viejo.

### Clima
Es templado semiseco con una temperatura promedio anual de 16.7 °C. Durante los meses de abril a mayo se registra la temperatura media más alta, 32.5 °C. Las temperaturas bajo cero se registran en promedio durante los meses de diciembre a enero con 0 a -2 °C.
La precipitación pluvial media anual es de 287 mm. Las lluvias son más abundantes durante los meses de mayo a octubre. Hay fuertes sequías de noviembre a abril que desequilibran la producción agropecuaria.

### Recursos Naturales
Entre los recursos naturales que podemos encontrar en el municipio de Ezequiel Montes son principalmente:
Flora y fauna: Bosque espinoso, selva baja y matorral. Algunas especies de sus árboles son el huizache, mezquite, garambullo y granjeno. Además de que existe una amplia variedad de especies como reptiles, conejo, liebre, ardilla, coyote, faisán, cuervo, gavilán y pato silvestre.

## Poblaciones

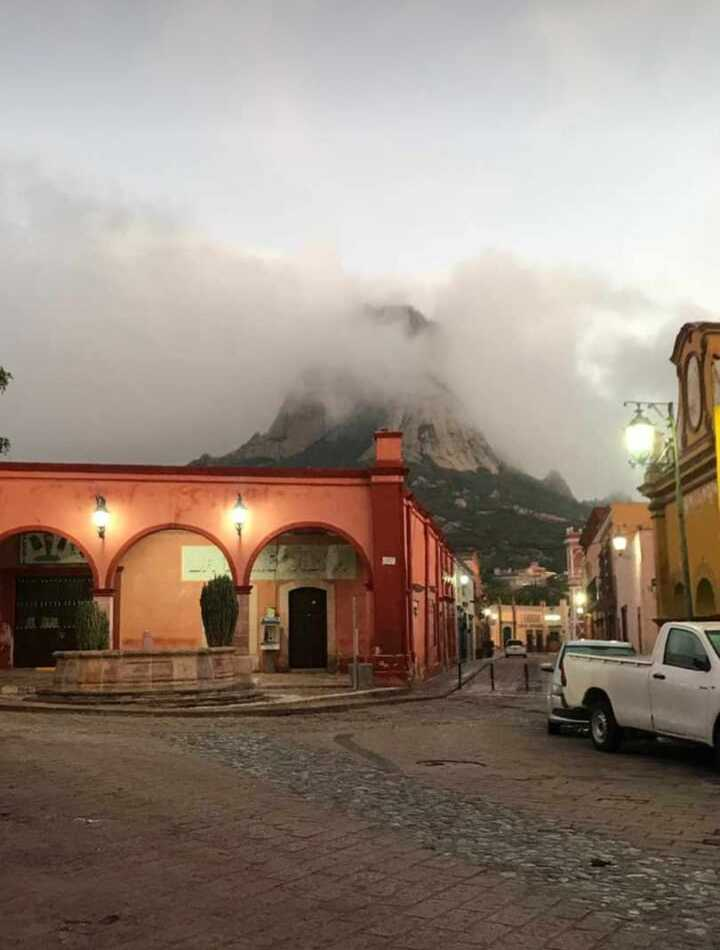
Municipio de Ezequiel Montes

De acuerdo con los datos generales de SEDESOL e INEGI, el municipio de Ezequiel Montes, cuenta con 38,123 habitantes, a 59 km de la capital del estado, entre sus principales actividades se encuentran, ganadería, comercio, educación.
Villa Progreso, con 5,400 habitantes, a 7 km de la cabecera. Actividades: minería, producción artesanal y comercio.
Bernal, con 3,800 habitantes, a 16 km de la cabecera. Actividades: turismo, lácteos y producción artesanal.
El Ciervo, con 1,300 habitantes. Actividades: ganadería y minería.
San José del Jagüey, 1,300 hab.
Poblaciones menores: Tunas Blancas (750), El Jagüey Grande (750), Bonfil o Los Pérez (700), La Nueva Unidad (600), La Purísima (500) y otras.

## Gobierno
El Gobierno del municipio de Ezequiel Montes, está conformado por un Presidente Municipal, 2 Delegados, 6 Regidores de mayoría relativa (2 Síndicos) y 3 Regidores de representación proporcional, como los principales representantes.
Entre las principales comisiones se encuentran: de Hacienda, Comercio, Industria, Gobernación, Obras Públicas, Educación, Policía Municipal y Salud.  El municipio de Ezequiel Montes se encuentra representado en el Congreso del Estado por los diputados del 11° Distrito y en el Congreso de la Unión por los diputados del 1.er Distrito Electoral Federal del Estado de Querétaro.

### Cronología de los presidentes municipales
Para los anteriores a 1940, véase Cadereyta.
| Nombre                        | Periodo     | Partido |
| Prócoro Montes Dorantes       | 1940-1943   | PRM     |
| Melitón Dorantes              | 1943-1946   | PRM     |
| Ezequiel Velázquez Vega       | 1946-1949   | PRI     |
| Donaciano Trejo Montes        | 1949-1952   | PRI     |
| Ezequiel Velázquez Vega       | 1952-1955   | PRI     |
| José Ocampo                   | 1955        | PRI     |
| Silvestre Montes Dorantes     | 1955-1958   | PRI     |
| Ezequiel Velázquez Vega       | 1958-1961   | PRI     |
| Prisciliano Villegas O.       | 1961        | PRI     |
| Vicente Montes Velázquez      | 1961-1964   | PRI     |
| Manuel Mancebo del Castillo   | 1964        | PRI     |
| Manuel Trejo Vega             | 1964-1967   | PRI     |
| Enrique Arteaga Almaraz       | 1967        | PRI     |
| José Dorantes Montes          | 1967-1970   | PRI     |
| Antonio Trejo Feregrino       | 1970-1973   | PRI     |
| Edgar Jiménez Feregrino       | 1973-1976   | PRI     |
| José Montoto Rangel           | 1976-1979   | PRI     |
| Fernando Velázquez Vega       | 1979-1982   | PRI     |
| Baltazar Montes Dorantes      | 1982-1985   | PRI     |
| Daniel Trejo Trejo            | 1985-1988   | PRI     |
| Concepción Vega Montes        | 1988-1991   | PRI     |
| Juan Trejo Feregrino          | 1991-1994   | PRI     |
| Servando Velázquez Montes     | 1994-1997   | PRI     |
| Hipólito Pérez Montes         | 1997 -2000  | PAN     |
| Adolfo Vega Montoto           | 2000 - 2003 | PRI     |
| Gilberto Carlos Montes García | 2003 - 2006 | PAN     |
| Martín Vega Vega              | 2006 - 2009 | PRI     |
| Hipólito Martínez Arteaga     | 2009 - 2012 | PVEM    |
| Jorge Luis Vega Ocampo        | 2012 - 2015 | PRI     |
| Luz María Quintanar Vega      | 2015-2018   | PRI     |
| Elvia Montes Trejo            | 2018-2021   | MORENA  |
| María Guadalupe Pérez Montes  | 2021-2024   | PAN     |

## Economía

### Agricultura

Las cavas Freixenet y sus viñedos

Ezequiel Montes ha sido orgullo queretano por sus tierras fértiles y generosas, que por su clima la producción se ve favorecida, dedicándose principalmente a los cultivos de sorgo, maíz, frijol, trigo y alfalfa, además de los productos de la vid. La vitivinicultura ha prosperado y colaborado en la actividad económica del municipio, contando con tres fincas productoras de vino: Viñedos La Redonda, heredera del viejo sistema agrícola hacendario, De Cote, casa vitivinícola centrada en reducir al mínimo su impacto ambiental y cuyos métodos de cultivo están exentos de fertilizantes, pesticidas y otros productos químicos, y Freixenet de México, que produce vino espumoso basado en el método Champenoise de fermentación en botella, desarrollado por Dom Perignon en Francia en el siglo XVII. Un dato importante, es que la agricultura representa el 93% de la superficie total del municipio de Ezequiel Montes, por lo que es un fuerte soporte para su economía.

### Ganadería

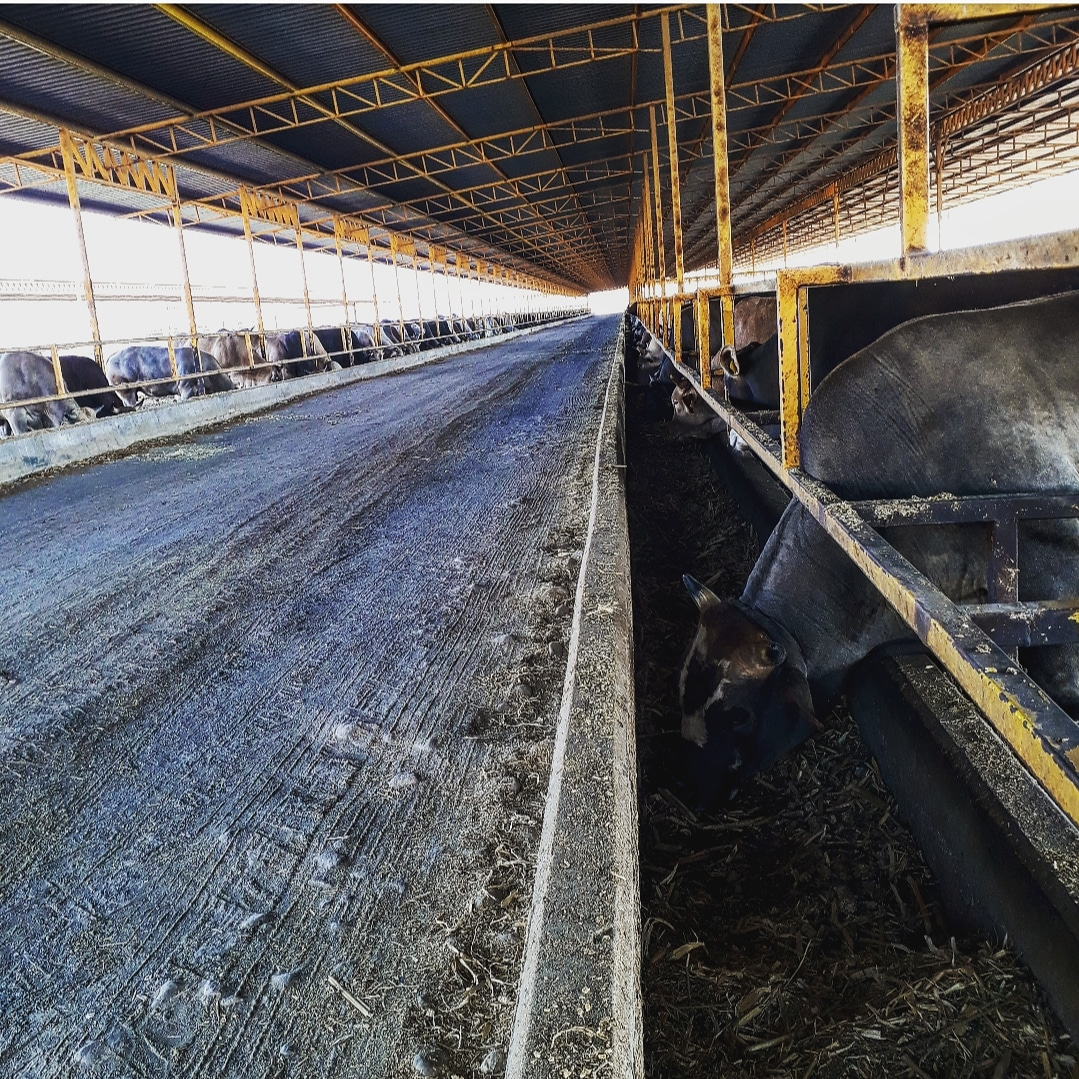
Ganadería en Ezequiel Montes

La ganadería es la principal actividad económica en Ezequiel Montes, sobresaliendo la engorda de ganado bovino: el municipio cubre el 90% de la en el estado. Ezequiel Montes ocupa el segundo lugar en vender carne al Distrito Federal, así mismo se realizan ventas a los municipios vecinos y a los estados de Hidalgo y México. La asociación ganadera local cuenta con más de 300 ganaderos afiliados con 157 000 cabezas de ganado bovino (cebú, criollo y beef master), incluyendo el ganado de engorda y el de leche, así como 25 000 porcinos, 10 000 ovinos, 3 000 caprinos y 3 000 equinos.

### Industria
Abarcaba principalmente la explotación de bancos de cal, arena y ópalo. En años recientes la actividad se ha diversificado con la instalación de cinco empresas maquiladoras de ropa, una empresa procesadora de especias, una empresa de productos de plástico y dos plantas productoras de alimentos balanceados para ganado. Existen además otras de menor importancia, la fabricación de muebles y metal–mecánica.

### Deporte
Derivado de la extensa ganadería de la zona, la charrería es vida cotidiana y deporte entre los habitantes. Los charros de Ezequiel Montes ostentan el subcampeonato estatal, un noveno lugar regional y un tercer lugar en el Estado de México. El Lienzo Charro local es uno de los mejores de la región.

## Turismo

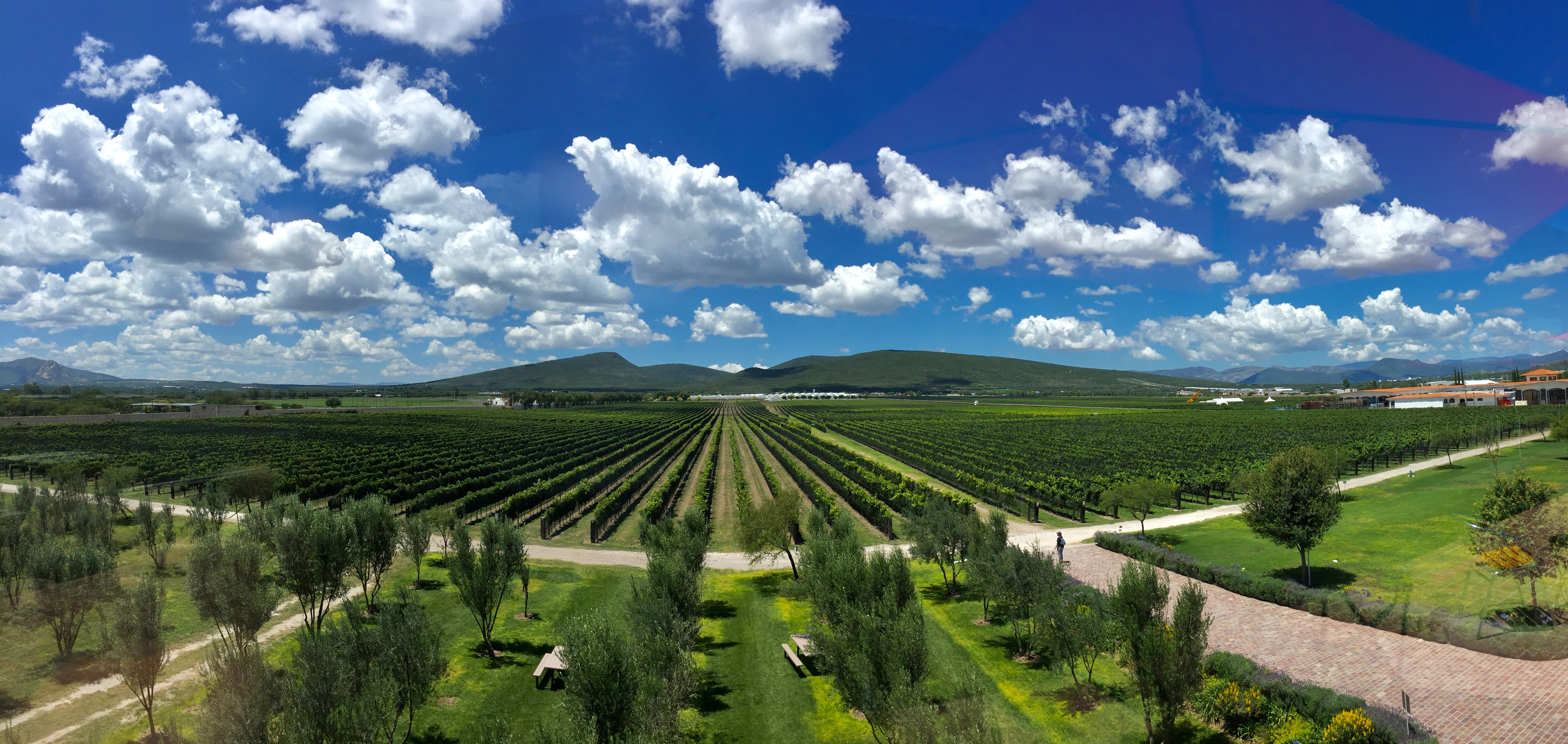
Viñedos y olivos en la casa vitivinícola De Cote.

Ezequiel Montes es un municipio pequeño con grandes riquezas culturales y naturales. Sin duda, su mayor atractivo turístico es la Peña de Bernal, en el pueblo de Bernal, el cual fue nombrado Pueblo Mágico en 2005. Algo característico de este pueblo es su buen clima en la mayor parte del año. 
Debido a que las tierras de Ezequiel Montes son propicias para el cultivo de la vid, otro de sus grandes atractivos turísticos son los viñedos y las casas vitivinícolas que ofrecen recorridos y visitas guiadas. Es por esto que este municipio es ideal para adentrarse al mundo vinícola queretano. 
- El Castillo. Es un recinto de la época virreinal ubicado a un costado de la plaza principal de Bernal. Tiene apariencia de un castillo y cuenta con un reloj colocado por órdenes de Porfirio Díaz.
- Museo de la Máscara. Dentro de El Castillo se encuentra este museo en el cual se exhiben dos colecciones de máscaras que abarcan periodos prehispánicos hasta la actualidad. Así mismo hay máscaras de distintas partes del mundo.
- Templo de San Sebastián Mártir. Está ubicado en la plaza principal de Bernal. Su construcción inició en 1700 y concluyó en 1725. No tiene un estilo arquitectónico definido pero se puede observar su influencia indígena. Al visitarlas también se puede contemplar una hermosa vista de la Peña.
- Capilla de las Ánimas. También es conocida como Las Animitas pues se construyó entre los siglos XVII y XVIII para recordar y orar por las ánimas del purgatorio.  Cuenta con un museo en el que se exhiben documentos, mapas y pinturas sobre la historia del pueblo de Bernal.
- Capilla de la Santa Cruz. Se construyó durante los siglos XVIII y XIX para venerar a la Santa Cruz, la cual ha tenido mucha importancia cultural e histórica en Bernal. En la primera semana de mayo se llevan a cabo las festividades de la Santa Cruz.
- El Baratillo. Es la zona comercial principal de Bernal, aquí se puede encontrar desde artesanías hasta lo mejor de la gastronomía del pueblo. Al entrar a Bernal la zona de El Baratillo es lo primero que se puede apreciar.
- Peña de Bernal. El atractivo turístico más visitado en Ezequiel Montes está ubicado en el pueblo de Bernal. Se trata del tercer monolito más grande del mundo el cual encierra un gran misticismo y está ligado a creencias y tradiciones prehispánicas. Los otomíes El pueblo otomí chichimeca tenía una gran conexión con la naturaleza que los rodeaba, esto incluye a la peña  a la cual acudían para llevar ofrendas para pedir la llegada de las lluvias y alabar a sus dioses.  Fue nombrada una de las 13 Maravillas Naturales de México y Área Natural Protegida. El pueblo de Bernal, lleno de tradiciones y leyendas, artesanías y dulces, se ve inundado de turistas en los equinoccios buscando conexiones místicas. La Peña de Bernal ha despertado el interés de científicos, artistas, cineastas, escritores y hasta ufólogos.
- Villa Progreso. Es una población de Ezequiel Montes que guarda mucha historia, tradiciones y cultural. Aquí se encuentra el templo de San Miguel Arcángel el cual fue construido a petición de los indígenas del lugar en el siglo XVII y tiene un estilo arquitectónico neoclásico. Además se pueden conocer las capillas oratorio y/o capillas de indios que dan testimonio de la evangelización por parte de los españoles.
- Parque ecoturístico La Canoa. Está ubicado en la comunidad Villa Progreso. Cuenta con cabañas, puesto de comida y de artesanías principalmente de ixtle. Barrio de San Miguel, Villa Progreso
- Balneario San Joaquín. Para pasear y recrearse está el balneario “San Joaquín”, ubicado a 2 km de la cabecera municipal rumbo a Tequisquiapan, es de aguas termales con temperatura de 28 °C, con toboganes, chapoteaderos, pista de patinaje, áreas verdes, etc.

## Gastronomía
Una de las principales características de Ezequiel Montes es la ganadería, por lo que todos sus alimentos son producto de su actividad ganadera. En primer lugar tenemos exquisita barbacoa, esta puede ser de borrego o de res, también están las carnitas de cerdo, los chicharrones, el consomé, el menudo, mole verde, negro o rojo, los quesos,  las migajas rellenas de carne de cerdo frita o las gorditas de maíz quebrado acompañadas de salsa de molcajete. El Pueblo Mágico de Bernal en Ezequiel Montes es muy conocido por estas gorditas hechas de maíz blanco o azul. La barbacoa de borrego o res, las carnitas de cerdo, los chicharrones de res el consomé y el menudos son otros platillos de la región. Es importante destacar que el vino y el queso se ha vuelto una característica muy fuerte de este municipio, pues además de tener un gran sabor, ha contribuido en el turismo, pues durante los recorridos en los viñedos, por lo general hay un espacio donde las personas pueden catar vino acompañándolo siempre de algún queso. 
Además de los alimentos, también pueden encontrarse dulces de leche que son elaborados artesanalmente y dentro de estos podemos encontrar los ates, natillas de piñón, nuez , amaranto, entre otras variedades y la deliciosa cajeta.